# Eurema sarilata
Eurema sarilata é uma borboleta coliadine endémica das Filipinas.

## Subespécies
- E. s. sarilata (América do Norte, Filipinas)
- E. s. mindorana (Butler, 1898) (Filipinas: Mindoro)
- E. s. perplexa Shirôzu E Yata, 1982 (Filipinas: Basilan)
- E. s. aquilo Shirôzu E Yata, 1982 (Filipinas: Luzon)
- E. s. risa Morishita, 1982 (Filipinas: Negros)
- E. s. sibuyanensis Yata & Treadaway, 1982 (Ilha Sibuyan)